# Jelenec (geomorfologický podcelek)
Jelenec je geomorfologický podcelek pohoří Tribeč. Zabírá jihozápadní část a nejvyšší vrchol je 577 m n. m. vysoká Ploská.

## Vymezení
Podcelek se nachází jihozápadně od nejvyšší části pohoří a odděluje Ponitří na severozápadě od Požitaví na jihovýchodě. Západním a severozápadním směrem navazuje Nitrianska pahorkatina (podcelek Podunajské pahorkatiny), severovýchodně a východně pokračuje Tribeč podcelkem Veľký Tribeč. Jižním směrem pokračuje opět Podunajská pahorkatina málo zvlněnou Žitavskou pahorkatinou a na jihozápadě navazuje hlubokým Huntáckym údolím oddělený podcelek Zobor.

Podcelek má jedinou geomorfologickou část - Kostolianskou kotlinu.

## Vybrané vrcholy
- Ploská 577 m n. m. – nejvyšší vrchol podcelku
- Veľký Lysec 547 m n. m.
- Dúň 514 m n. m.
- Drža 499 m n. m.
- Veľká skala 496 m n. m.

## Ochrana přírody
Prakticky celé území patří do Chránené krajinné oblasti Ponitří, z maloplošných území tady leží chráněné areály Huntácka dolina, Jelenská gaštanica a Kostolianske lúky.

## Historie
Zejména jižně orientovaná úpatí byla odedávna osídlována, což dokazují mnohé archeologické nálezy. V širším okolí Nitry bylo v 9. století centrum Nitranského knížectví, které se následně stalo součástí Velké Moravy. Z raněuherského období se v Kostoľanoch pod Tribečom nachází Kostolík svätého Juraja, jedna z nejstarších zachovalých předrománských staveb na Slovensku. Z vícerých hradíšť největší pozornost poutají hrady, z kterých je možno připomenout Oponický hrad a Gýmeš. 

## Doprava
Územím nevedou žádné hlavní silnice, zvláštností je však trasování železniční tratě Lužianky – Zlaté Moravce Huntáckym údolím na hranici s podcelkem Zobor.